# Sandra Auffarth
Sandra Auffarth, född den 27 december 1986 i Delmenhorst i Tyskland, är en tysk ryttare.
Hon tog OS-brons i den individuella fälttävlan i samband med de olympiska ridsporttävlingarna 2012 i London.